# Ceratospira
Ceratospira ist eine Gattung der Rollschwänze mit vier Arten. Die Vertreter der Gattung befallen die Anhangsorgane des Auges (Bindehaut, Tränenapparat) bei Säugetieren.

## Merkmale
Ceratospira hat die Merkmale der Thelaziinae. Die Vulva liegt in der vorderen Körperhälfte. Männchen haben gut entwickelte Kaudalflügel und stark differierende Spicula.

## Systematik
Das Interim Register of Marine and Nonmarine Genera weist folgende Arten aus:
- Ceratospira opthalmica Linstow, 1898
- Ceratospira psittaculae Majumdar & Dey Sarkar, 1989
- Ceratospira thriponaxis Wehr, 1930
- Ceratospira vesiculosa Schneider, 1866

Synonyme der Gattung sind Annulospira Jairajpuri & Siddiqi, 1969 und Ceretospira Lintow, 1883.